# Arquidiócesis de Tuxtla Gutiérrez
La arquidiócesis de Tuxtla Gutiérrez (en latín: Archidioecesis Tuxtlensis) es una circunscripción eclesiástica de la Iglesia católica en México. Se trata de una arquidiócesis latina, sede metropolitana de la provincia eclesiástica de Tuxtla Gutiérrez. Desde el 26 de febrero de 2025 su arzobispo de José Francisco González González.

## Territorio y organización
La arquidiócesis tiene 24 999 km² y extiende su jurisdicción sobre los fieles católicos de rito latino residentes en la parte occidental del estado de Chiapas. Forma parte de la región Pacífico Sur.
La sede de la arquidiócesis se encuentra en la ciudad de Tuxtla Gutiérrez, en donde se halla la Catedral de San Marcos Evangelista.
La arquidiócesis tiene como sufragáneas a las diócesis de: San Cristóbal de Las Casas y Tapachula.
En 2020 en la arquidiócesis existían 76 parroquias.

## Historia
La diócesis de Tuxtla Gutiérrez fue erigida el 27 de octubre de 1964 con la bula Cura illa del papa Pablo VI, derivando el territorio de las diócesis de Chiapas (hoy diócesis de San Cristóbal de Las Casas), Tapachula y Tabasco. Originalmente fue sufragánea de la arquidiócesis de Antequera.
El 25 de noviembre de 2006, con la bula Mexicani populi del papa Benedicto XVI, la diócesis fue elevada al rango de arquidiócesis metropolitana, asignándose como sufragáneas a las diócesis de San Cristóbal de Las Casas y Tapachula.

## Estadísticas
Según el Anuario Pontificio 2021 la arquidiócesis tenía a fines de 2020 un total de 1 212 590 fieles bautizados.
| Año                                                                             | Población            | Población | Población      | Sacerdotes | Sacerdotes    | Sacerdotes    | Bautizados por sacerdote | Diáconos permanentes | Religiosos | Religiosos | Parroquias |
| Año                                                                             | Bautizados católicos | Total     | % de católicos | Total      | Clero secular | Clero regular | Bautizados por sacerdote | Diáconos permanentes | Varones    | Mujeres    | Parroquias |
| ------------------------------------------------------------------------------- | -------------------- | --------- | -------------- | ---------- | ------------- | ------------- | ------------------------ | -------------------- | ---------- | ---------- | ---------- |
| 1966                                                                            | 347 165              | 352 664   | 98.4           | 21         | 8             | 13            | 16 531                   |                      | 14         | 56         | 15         |
| 1970                                                                            | 360 000              | 400 000   | 90.0           | 29         | 15            | 14            | 12 413                   |                      | 14         | 86         | 16         |
| 1976                                                                            | 495 000              | 530 000   | 93.4           | 40         | 21            | 19            | 12 375                   |                      | 26         | 129        | 21         |
| 1980                                                                            | 622 000              | 693 000   | 89.8           | 46         | 31            | 15            | 13 521                   |                      | 23         | 140        | 26         |
| 1990                                                                            | 940 000              | 1 130 000 | 83.2           | 53         | 38            | 15            | 17 735                   |                      | 21         | 195        | 31         |
| 1999                                                                            | 995 000              | 1 395 000 | 71.3           | 80         | 67            | 13            | 12 437                   |                      | 19         | 263        | 38         |
| 2000                                                                            | 1 010 000            | 1 417 000 | 71.3           | 82         | 70            | 12            | 12 317                   |                      | 20         | 254        | 39         |
| 2001                                                                            | 1 010 000            | 1 417 000 | 71.3           | 93         | 81            | 12            | 10 860                   |                      | 22         | 259        | 39         |
| 2002                                                                            | 1 026 000            | 1 439 000 | 71.3           | 113        | 101           | 12            | 9079                     |                      | 25         | 274        | 39         |
| 2003                                                                            | 924 000              | 1 197 500 | 77.2           | 110        | 97            | 13            | 8400                     |                      | 16         | 239        | 39         |
| 2004                                                                            | 924 000              | 1 197 500 | 77.2           | 140        | 127           | 13            | 6600                     |                      | 20         | 254        | 55         |
| 2010                                                                            | 989 000              | 1 270 000 | 77.9           | 148        | 128           | 20            | 6682                     |                      | 25         | 247        | 65         |
| 2014                                                                            | 1 139 513            | 1 675 755 | 68.0           | 152        | 128           | 24            | 7496                     |                      | 80         | 318        | 69         |
| 2017                                                                            | 1 177 000            | 1 729 000 | 68.1           | 158        | 137           | 21            | 7449                     |                      | 85         | 259        | 71         |
| 2020                                                                            | 1 212 590            | 1 780 830 | 68.1           | 164        | 143           | 21            | 7393                     |                      | 40         | 263        | 76         |
| Fuente: Catholic-Hierarchy, que a su vez toma los datos del Anuario Pontificio. |                      |           |                |            |               |               |                          |                      |            |            |            |

## Episcopologio
- José Trinidad Sepúlveda Ruiz-Velasco † (20 de mayo de 1965-12 de febrero de 1988 nombrado obispo de San Juan de los Lagos)
- Felipe Aguirre Franco (28 de abril de 1988-30 de junio de 2000 nombrado arzobispo coadjutor de Acapulco)
- José Luis Chávez Botello (16 de julio de 2001-8 de noviembre de 2003 nombrado arzobispo de Antequera)
- Rogelio Cabrera López (11 de septiembre de 2004-3 de octubre de 2012 nombrado arzobispo de Monterrey)
- Fabio Martínez Castilla (19 de febrero de 2013-25 de noviembre de 2023) fallecido.
- José Francisco González González (26 de febrero de 2025-actualidad)